# Ustoličevanje koroških vojvod
| Ustoličenje grofa Majnharda na koroškem knežjem kamnu | Ustoličenje grofa Majnharda na koroškem knežjem kamnu | Ustoličenje grofa Majnharda na koroškem knežjem kamnu | Ustoličenje grofa Majnharda na koroškem knežjem kamnu | Ustoličenje grofa Majnharda na koroškem knežjem kamnu |
| --- | ----------------------------------------------------- | ----------------------------------------------------- | ----------------------------------------------------- | ----------------------------------------------------- |
| |                                                       |                                                       |                                                       |                                                       |
| Ustoličenje grofa Manjharda za koroškega vojvodo, 1. septembra 1286, je podrobno opisal zgodovinar Janez Vetrinjski v svoji knjigi Liber certarum historiarum |                                                       |                                                       |                                                       |                                                       |

Ustoličevanje koroških vojvod je bil poseben fevdalni obred, ki je izviral iz starejšega ustoličevanja karantanskih knezov in se ohranil vse do leta 1414.
Vse do začetka 15. stoletja je bil nastop koroškega vojvode povezan s posebnim obredom, ki ga Evropa ni poznala. Zadnji, ki se je dal ustoličiti kmetu, je bil Ernest Železni (1414). Obred je potekal takole: pred ustoličevalca (koseza), okrog katerega je bilo ljudstvo in sodni prisedniki, so pripeljali vojvodo Ernesta Železnega. Ko je kmet na vprašanja, ali je vojvoda pravičen sodnik, ali skrbi za deželo, ali je svobodnega stanu in ali spoštuje krščansko vero, dobil pritrdilni odgovor, mu je goriški grof zagotovil odkupnino za njegov delež, vojvodi pa izročil oblast. Vojvoda je dobil fevd že prej, a šele z obredom ob knežjem kamnu je potrdil plemiške pravice in so ga pri Gospe Sveti blagoslovili. Nato je lahko podelil fevde vazalom z vojvodskega prestola. Z drugega vojvodskega sedeža pa je delil svoje palatinske fevde goriški grof kot koroški palatinski grof. Obredni jezik je bil za vse udeležence obreda pri knežjem kamnu slovenski.
Prvotni karantanski obliki je bil mnogo bližji obred, kot ga opisuje pravna knjiga Švabsko zrcalo s konca 13. stoletja. Predloga za članek naj bi nastala v 11. stoletju oziroma do srede 12. stoletja. V tem času je potekal obred še bolj nenavadno. Po smrti starega vojvode so kosezi na zborih koseških sodišč izbrali svoje zaupnike. Zaupniki so nato izvolili sodnika dežele, pod čigar vodstvom so nato sklepali o sprejemu novega vojvode. Vojvodi so nato oblast izročili pri knežjem kamnu v Krnskem gradu. Takšen obred ni več čista oblika, v kateri je plemenski ali ljudski zbor podeljeval oblast knezu. Krog volivcev je bil družbeno omejen. Nekdanje pravice ljudske skupščine je prevzel ozek krog knezov. Prav dejstvo, da je ljudska skupščina že izgubila svoje pravice, a jih ni prevzelo kot družbeni nosilec fevdalno frankovsko plemstvo, je najjasnejši dokaz, da izvira obred iz časov svobodne Karantanije.
Ko je okoli leta 745 Karantanija padla pod frankovsko oblast, so Karantanci še sami volili kneza, pred podelitvijo oblasti pa je moral izvolitev potrditi še frankovski kralj. Od leta 788 pa se je mora knez pokloniti tudi frankovskemu kralju. Šele dejstvo, da volitev kneza v Karantaniji iz polvazalne slovanske kneževine v frankovsko grofijo, marveč se je po letu 820 povezala z nastopom frankovskega grofa in od druge polovice 9. stoletja naprej z nastopom karantanskega vojvode, je ustvarilo iz koroškega ustoličevalnega obreda edinstveno izjemo v evropskem fevdalnem svetu. Vendar tudi ta prehod ni minil brez sprememb v obredu. Cesar je dobil ob spremembi karantanskega položaja še več pravic: imenoval je novega grofa, pravice volilnega zbora pa so bile omejene le na potrditev predlaganega kandidata. Volilni zbor je bil omejen na koseze, izpadli so velikaši. S temi spremembami je najlažje povezati tudi ustalitev sodnika dežele kot stalne institucije. Sodnik dežele je ohranil pravice, ki so se izoblikovale ob zamenjavi karantanskega kneza, vendar so bile v sporih z novim kraljevskim predstavnikom časovno omejene le do podelitve dežele v fevd. Šele ta nenavadni položaj razlaga potrebo po novem sodnem z dvema sedežema, ko je novi grof že v vseh pogledih prevzel oblast. Koseški sodnik dežele je potreboval nov stol, saj je izročil knezu - grofu oblast s knežjega kamna. Novi sedeč pa je bil primernejši tudi za kneza (grofa) po podelitvi dežele v fevd, kajti knežji kamen je bil simbol tiste oblasti, ki jo je podelila v imenu dežele ljudske skupščine kosezov.
Po obliki je koroško ustoličevanje povezano predvsem z raznimi slovanskimi ljudstvi, kjer je prav tako simbol vladarske oblasti prestol (pri Hrvatih, Srbih, Čehih, Rusih) in kjer je nastop novega vladarja zvezan z ustoličevanjem novega kneza. Prav te vezi so dokaz o slovenskem izvoru prvotne oblike karantanskega ustoličevalnega obreda.

## Odmev ustoličevanja v poznejših obdobjih
Zaradi svoje nenavadne oblike je obred zbujal zanimanje sodobnikov in poznejših piscev. O njem sta pisala med drugimi Janez Vetrinjski (Johann von Viktring) in Enej Silvij Piccolomini (kasnejši papež Pij II.), opisan pa je tudi v knjigi Jeana Bodina Six livres de la République, iz katere je o njem bral tudi ameriški politik Thomas Jefferson. Na podlagi njegovega zaznamka v knjigi so se pojavile teorije, da naj bi ga navdihnil pri pisanju ameriške Deklaracije o neodvisnosti, saj naj bi iz obreda prevzel idejo o suverenosti ljudstva. Takšne razlage v današnjem zgodovinopisju nimajo veliko zagovornikov.